# San Manuel de Colohete (kommun)
San Manuel de Colohete är en kommun i Honduras.   Den ligger i departementet Departamento de Lempira, i den västra delen av landet, 160 km väster om huvudstaden Tegucigalpa. Antalet invånare är 10 655.